# Ralph S. Phillips
Pour les articles homonymes, voir Phillips.
Ralph Saul Phillips (23 juin 1913 - 23 novembre 1998) est un mathématicien et universitaire américain connu pour ses contributions à l'analyse fonctionnelle, à la théorie de la diffusion et aux servomécanismes. Il est professeur de mathématiques à l'Université Stanford. Il apporte des contributions majeures à la théorie de la diffusion acoustique en collaboration avec Peter Lax, prouvant des résultats remarquables sur la décroissance locale de l'énergie et les connexions entre les pôles de la matrice de diffusion et les propriétés analytiques du résolvant. Avec Lax, il co-écrit le livre largement cité sur la théorie de la diffusion intitulé Scattering Theory for Automorphic Functions. Phillips reçoit le Prix Leroy P. Steele 1997 pour l'ensemble de ses réalisations.

## Formation et carrière
Phillips est né à Oakland le 23 juin 1913. Il obtient son baccalauréat de l'Université de Californie à Los Angeles (UCLA) en 1935 et son doctorat de l'Université du Michigan en 1939 sous la direction de Theophil H. Hildebrandt.
De 1939 à 1942, il est membre de l'Institute for Advanced Study de Princeton, instructeur à l'Université de Washington et instructeur à l'Université Harvard. C'est à l'Université de Washington qu'il rencontre sa future épouse, Jean. Pendant la guerre, il dirige un groupe de recherche au Radiation Laboratory du Massachusetts Institute of Technology, l'installation où une grande partie du travail théorique et pratique sur la technologie radar est effectuée. Ce travail aboutit à son livre Théorie de Servomechanisms qui pendant beaucoup d'années est le texte standard dans le sujet. Après la guerre, il revient aux mathématiques, rejoignant en tant que professeur adjoint à l'Institut Courant des sciences mathématiques. Il part à l'Université de Californie du Sud l'année suivante et retourne à l'UCLA en 1958. En 1960, il rejoint l'Université Stanford et y reste jusqu'à sa mort en 1998. Il est professeur Robert Grimmett de mathématiques à Stanford. Les travaux de Philips (avec Alexander Lubotzky et Peter Sarnak) sur les graphes de Ramanujan ont un impact énorme sur la combinatoire et l'Informatique.